# Dimensional Bleedthrough
Dimensional Bleedthrough — второй студийный альбом американской блэк-метал-группы из Нью-Йорка Krallice, выпущенный 10 ноября 2009 года на лейбле Profound Lore Records. Альбом был впервые официально упомянут лейблом Profound Lore Records в списке рассылки от 31 августа 2009 года. Затем последовала премьера на Stereogum одного трека. Заглавная песня альбома возглавила список NPR Viking’s Choice: Metal And Outer Sound In '09.

### Обложка
Обложка компакт-диска представляет собой коллаж, сделанный Ником МакМастером с одним компонентом, нарисованным Карлинн Холланд. Обложка винила представляет собой переосмысление обложки компакт-диска Холланд и МакМастером.

## Список композиций
Слова для 4 песни взяты из произведения Микеланджело.
| №                   | Название                   | Текст песни         | Музыка              | Длительность |
| ------------------- | -------------------------- | ------------------- | ------------------- | ------------ |
| 1.                  | «Dimensional Bleedthrough» | Барр                |                     | 11:10        |
| 2.                  | «Autochthon»               | Вайнштейн           |                     | 9:30         |
| 3.                  | «Aridity»                  | Барр                |                     | 14:51        |
| 4.                  | «The Mountain»             | Микеланджело        | МакМастер           | 3:14         |
| 5.                  | «Intraum»                  | Барр                |                     | 11:36        |
| 6.                  | «Untitled»                 |                     |                     | 8:08         |
| 7.                  | «Monolith of Possession»   | Барр                |                     | 18:44        |
| Общая длительность: | Общая длительность:        | Общая длительность: | Общая длительность: | 77:13        |

## Участники записи
- Мик Барр — гитара, вокал
- Колин Марстон — гитара, запись, сведение, мастеринг
- Ник МакМастер — бас-гитара, вокал, обложка
- Лев Вайнштейн — ударные